# Orthogrammica trifasciata
Orthogrammica trifasciata là một loài bướm đêm trong họ Noctuidae.